# Nelly Schmidt
Pour les articles homonymes, voir Schmidt.
Nelly Schmidt, née le 28 juin 1949 à Saint-Denis et morte le 15 décembre 2021  à Puteaux, est une historienne française, directrice de recherche au CNRS, spécialiste de l'histoire des Caraïbes et de l'esclavage.

## Biographie
Après un CAPES d'histoire-géographie, Nelly Schmidt se rend en Guadeloupe où elle enseigne au lycée Gerville-Réache à Basse-Terre puis au lycée Baimbridge à Pointe-à-Pitre de 1972 à 1975. 
Elle soutient en 1991 à l'université Paris IV une thèse d'État en histoire intitulée « Victor Schoelcher et le processus de destruction du système esclavagiste aux Caraïbes au XIXe siècle » (sous la direction de François Caron, 5 vol., 2 295 p.). 
Elle a été coordinatrice du programme « Esclavage, abolitions, abolitionnistes de l'esclavage, politiques coloniales: histoire comparée, XVIIIe – XXe siècles »
Spécialiste de l’histoire des Caraïbes-Amériques à l’époque moderne, ses travaux portent sur les abolitions de l'esclavage et les politiques coloniales européennes du XVIIIe siècle au XXe siècle. 
En 2004, elle est nommée membre du Comité pour la Mémoire de l’Esclavage.
Elle est présidente depuis 2015 du comité scientifique international du projet « La Route de l’esclave » de l’UNESCO et est nommée membre du Comité national pour la mémoire et l'histoire de l'esclavage en 2004.
Elle est chevalière de la Légion d'honneur.

## Publications
- Nelly Schmidt, Victor Schoelcher, Paris, Fayard, 1999 (1re éd. 1994), 440 p.
  - Prix RFO du livre en 1995.
  - Prix littéraire des Caraïbes en 1995.
- Nelly Schmidt, Abolitionnistes de l’esclavage et réformateurs des colonies, 1820-1851., Paris, coll. « Analyse et documents », Karthala, 2000, 1200 p. (ISBN 9782845861022)
  - Prix Lucien de Reinach 2001[10].
  - Prix Monsieur et Madame Louis-Marin 2001 de l’Académie des sciences d’outre-mer
- Nelly Schmidt, Histoire du métissage, Paris, La Martinière, 2003, 223 p. (ISBN 2732430471)
- Nelly Schmidt, L’abolition de l’esclavage. Cinq siècles de combats, xvie – xxe siècles, Fayard, 2005, 412 p. (ISBN 2213622221)
- Nelly Schmidt, La France a t-elle aboli l’esclavage ?, Editions Perrin, 2009 (ISBN 2262030405)
  - Prix du meilleur essai des Trophées des arts afro-caribeens de 2009[11]

## Distinctions
- Chevalière de la Légion d'honneur[3]